# تشيكاغوف (جزيرة)
جزيرة تشيكاغوف (بالإنجليزية: Chichagof Island)‏ أو شي كاكس (بالإنجليزية: Shee Kaax)‏، تقع في أرخبيل ألكسندر في مقبض ألاسكا. يبلغ طولها 121 كم وعرضها 80 كم 2048 كم مربع. وهي خامس أكبر جزيرة في الولايات المتحدة الأمريكية ورقم 109 في العالم. يبلغ طول شاطئها 742 ميل. وبلغ عدد السكان عام 2000 حوالي 1342 نسمة. وهي واحدة من جزر إي بي سي في ألاسكا. وبها أكبر كثافة في عدد الدببة لكل ميل مربع في العالم.
تقع شمال جزيرة بارانوف يفصل بينهما مضيق بيريل. ويحدها مضيق تشاثام في الشرق ومضيق آيسي في الشمال الشرفي وكروس ساوند في الشمال الغربي وخليح ألاسكا في الغرب. سميت الجزيرة على اسم الأدميرال فاسيلي تشيكاغوف وهو مستكشف أركتيكي روسي لم يزر ألاسكا قط.
وتندرج ضمن غابة تونغاس الوطنية.